# Prodotiscus zambesiae
Prodotiscus zambesiae là một loài chim trong họ Indicatoridae.
Loài chim này được tìm thấy trong Angola, Botswana, Cộng hòa Dân chủ Congo, Kenya, Malawi, Mozambique, Namibia, Tanzania, Zambia, và Zimbabwe.